# 历史议题
历史议题（俄语：Вопросы истории）是俄罗斯的一份历史类学术期刊，以月刊形式發行，由俄罗斯科学院下属的历史研究所出版。本刊内容既包括俄国史，也包括世界史。
该期刊的前身有两个：一是1926年至1941年发行的，二是1931年开始发行的，后于1937年更名为。1941年，并入。1945年更名为《历史议题》。
1957年，俄国历史学家Eduard Nikolaevich Burdzhalov发表了一篇关于质疑布尔什维克在1917年俄国二月革命中的作用的文章，随后被解除该期刊的副主编职务。